# 錫庫科
錫庫科是哥倫比亞的城鎮，位於該國北部，由玻利瓦省負責管轄，始建於1994年12月20日，面積132平方公里，海拔高度19米，2005年人口10,981，人口密度每平方公里83.19人。
9°16′N 74°39′W / 9.267°N 74.650°W